# Наборувець
Наборувець (пол. Naborówiec) — село в Польщі, у гміні Залуський Плонського повіту Мазовецького воєводства.
Населення — 214 осіб (2011).
У 1975—1998 роках село належало до Цехановського воєводства.

## Демографія
Демографічна структура станом на 31 березня 2011 року:
|          | Загалом | Допрацездатний вік | Працездатний вік | Постпрацездатний вік |
| -------- | ------- | ------------------ | ---------------- | -------------------- |
| Чоловіки | 97      | 19                 | 69               | 9                    |
| Жінки    | 117     | 24                 | 66               | 27                   |
| Разом    | 214     | 43                 | 135              | 36                   |